# No Ball
In der Sportart Cricket bezeichnet No Ball einen regelwidrigen Wurf des Bowlers (Werfers).

## Mögliche Gründe für einen No Ball
- Der Bowler landet im Wurfvorgang mit seinem vorderen Fuß vollständig jenseits der Wurf- bzw. Schlaglinie (Popping Crease) oder vollständig auf der rechten Seite der Pitch, wenn er links am Wicket vorbeigelaufen war oder umgekehrt.[1]
- Der Bowler übertritt mit seinem hinteren Fuß im selben Vorgang die Seitenlinie (Return Crease) oder berührt sie.
- Der Bowler wirft den Ball nicht auf korrekte Art. Der Arm muss im Wurfschwung schon ab Höhe der Schultern gestreckt sein, dies nennt man bowlen. Man unterscheidet im Cricket zwischen bowlen (regelkonform) und werfen im engeren Sinne (regelwidrig).
- Der Bowler wechselt ohne vorherige Ankündigung seinen Wurfarm.
- Der Bowler bowlt ohne vorherige Ankündigung von der anderen Seite des Wickets aus.[1]
- Der Bowler führt einen Unterarmwurf aus.
- Der Bowler wirft schon vor dem eigentlichen Wurfvorgang auf das Wickets des Schlagmanns.
- Der Ball rollt am Boden entlang oder kommt mehr als zweimal auf, bevor er die Schlaglinie des Batsman erreicht hat.
- Der Ball bleibt vor der Linie des Schlagmann-Wickets liegen. In diesem Fall ruft der Schiedsrichter sofort Dead ball und die Aktion ist beendet.
- Der Wicket-Keeper bleibt nicht vollständig hinter dem Wicket, bis der Ball beim Schlagmann ist.
- Irgendein Feldspieler, abgesehen vom Bowler, befindet sich auf oder über der Pitch, bevor der Ball beim Schlagmann ist.
- Im Moment des Wurfes stehen mehr als zwei Feldspieler (ausgenommen der Wicket-Keeper) hinter der Schlaglinie auf der Leg Side. Die Leg Side ist die Hälfte des Spielfeldes, die sich im Rücken des Schlagmanns befindet.
- Der Ball wird so aggressiv gebowlt, dass er dem Schlagmann körperlichen Schaden zufügen könnte. Die relative Spielstärke des Schlagmanns ist dabei zu berücksichtigen.
- Der Ball erreicht den Schlagmann volley (full toss) über Hüfthöhe, bei einem langsamen Ball über Schulterhöhe.
- Der Ball, nachdem er aufgesprungen ist, erreicht den Schlagmann über Kopfhöhe.
- Der Bowler zerstört beim Anlauf das Wicket an seinem Pitch-Ende, außer in dem Versuch den Non-Striker aus dem Spiel zu werfen.[2]

## Signal und Konsequenzen
Der Schiedsrichter signalisiert einen No Ball, indem er einen Arm waagrecht ausstreckt und sofort laut „No Ball“ ruft. Dies kann einem Schlagmann mit schnellen Reflexen die Gelegenheit geben, sich auf den Ball einzustellen, um ihn ohne Risiko zu schlagen. Denn der Schlagmann kann bei einem No Ball nicht auf eine der folgenden Arten ausscheiden: Bowled, Caught, Leg before wicket, Stumped oder Hit wicket.
Ein No Ball gilt nicht als einer der sechs Bälle des Overs, muss also wiederholt werden. In der Statistik zählt er aber als ein vom Schlagmann empfangener Ball, da er diesen schlagen kann.
Mit dem No Ball wird der Schlagmannschaft automatisch ein Run (Punkt) gutgeschrieben, doch in der persönlichen Statistik des Schlagmanns taucht dieser Run nicht auf. Er kann den Ball aber schlagen und weitere Punkte erzielen.
Ein Ball, der technisch sowohl ein No Ball als auch ein Wide ist, wird immer wie ein reiner No Ball behandelt.
No Balls kommen recht häufig vor, in einem Spiel gibt es im Allgemeinen mehrere solcher Würfe. In den allermeisten Fällen aufgrund der ersten oder zweiten Bedingung oben (front foot No ball oder back foot No ball).

## Free Hit
Seit Oktober 2007 wird bei One-Day Internationals, International Twenty20 Spielen und vorher auch schon in einigen nationalen Ligen nach einem No Ball, der durch einen Fußfehler verursacht wurde, der nächste Ball zum sogenannten Free Hit. Der Striker kann diesen Free Hit ohne jede Gefahr schlagen, da er auf jeden Fall, wie bei einem No Ball, gegen fast alle relevanten Ausscheidensarten immun ist, er kann praktisch nur durch Run Out ausscheiden. Ist dieser Wurf selbst irgendein No Ball oder ein Wide, wird der darauffolgende Ball ein Free Hit.
Die Feldspieler müssen für diesen Ball ihre alten Positionen wieder einnehmen, wenn derselbe Batsman wieder am Schlag ist. Der Schiedsrichter zeigt den Free Hit an, indem er (nach dem No Ball Signal) mit dem Arm über dem Kopf eine Kreisbewegung ausführt.